# رحلة إلى البركان (رواية)
رحلة إلى البركان (بالإنجليزية: Journey to the Volcano)‏ هي رواية للكاتبة الإنجليزية روز تريمين، نشرت عام 1985، عن دار نشر في المملكة المتحدة.